# Homenetmen Sporting Club Beirut
El Homenetmen Beirut es un equipo de fútbol del Líbano que juega en la Tercera División de Líbano, la tercera liga de fútbol más importante del país.
Fue fundado en el año 1924 en la capital Beirut, 6 años antes del establecimiento de Homenetmen en Constantinopla, por personas de origen armenio. Su nombre significa Unión General Armenia de la Cultura Corporal, siendo uno de los equipos más ganadores del país con 7 títulos de Primera División y 3 títulos de copa en 6 finales jugadas.
Forma Parte de la Organización Pan-Armenia y ha participado en 3 torneos continentales, donde su mejor participación ha sido en la Copa de Clubes de Asia de 1970, donde avanzó hasta las Semifinales.

## Palmarés
- Premier League: 7

1944, 1946, 1948, 1951, 1955, 1963, 1969
- FA Cup: 3

1943, 1948, 1962
- - Finalista: 3

1939, 1941, 1952

## Participación en competiciones de la AFC
- Copa de Clubes de Asia: 1 aparición

1970 - Semifinales
- Recopa de la AFC: 2 apariciones

| 1996 - Octavos de final | 2000 - Ronda Preliminar |

## Jugadores destacados
- Krikor Alozian
- Hagob Donabedian
- Adham Ghaddar
- Wartan Ghazarian
- Ammar Rihawi
- Anas Saari

## Entrenadores destacados
- Arkadi Andreasyan (1991-1992)
- Oganes Zanazanyan (1992-1993)
- Khoren Oganesyan (1993-1995)
- Arkadi Andreasyan (1995-1996)